# Człowiek demolka
Człowiek demolka (ang. Demolition Man; inne tłum. Demolka) – amerykański film science fiction z 1993 roku w reżyserii Marco Brambilli. W rolach głównych wystąpili Sylvester Stallone, Wesley Snipes, Sandra Bullock, Nigel Hawthorne oraz Denis Leary. Zdjęcia kręcono w Los Angeles, San Diego i Louisville.
Historia nawiązuje do wielu innych dzieł, w tym do dystopijnej powieści Nowy wspaniały świat z 1932 roku autorstwa Aldousa Huxleya oraz Kiedy śpiący budzi się H. G. Wellsa.

## Fabuła
Los Angeles, rok 1996. Sierżant John Spartan, policjant słynący z radykalnych metod działania, aresztuje skrajnego socjopatę Simona Phoenixa. Wpada jednak w pułapkę: w budynku było wielu zakładników, o których nie wiedział, a którzy zginęli na skutek jego działań. Przed sądem Phoenix zapewnia jednak, że poinformował o nich Spartana, który rzekomo nie dbał o ich życie. Pomimo że John był zasłużonym funkcjonariuszem, sąd uwierzył w słowa Simona i skazał go na wieloletnie więzienie krioniczne. Zamrażanie było tu typowym rozwiązaniem dla przestępców z długimi wyrokami, gdyż dawało im szansę powrotu na wolność w odległej przyszłości. To samo spotkało Phoenixa.
Rok 2032. Świat zmienił się diametralnie: Poprzednia cywilizacja upadła. Los Angeles połączyło się w 2011 roku z Santa Barbarą i San Diego tworząc San Angeles. Rządzi niepodzielnie doktor Raymond Cocteau. Na świecie nie ma przemocy, wszyscy są dla siebie ekstremalnie uprzejmi i życzliwi, wręcz przymilni. Policja w najgorszym razie udziela reprymendy graficiarzom albo osobom, używającym wulgaryzmów. Z perspektywy ówczesnego pokolenia jest to jednak groźny czyn karalny. Pielęgnuje się w obywatelach pamięć o dawnym Los Angeles jako siedlisku wszelkiego zła, do którego powrotu nie wolno dopuścić. Niepodzielny autorytet dla ludzi żyjących na powierzchni stanowi doktora Cocteau. W ustanowionym przez niego prawie zakazane jest wszystko, co szkodliwe dla zdrowia (naprawdę lub według jego opinii): papierosy, sól, alkohol, kofeina, sporty kontaktowe, mięso, brzydkie wyrazy, czekolada, benzyna, głupie zabawki, ostre przyprawy i reprodukcja w inny sposób niż in vitro. Ludzie uznający jego władzę nie czują potrzeby buntować się i nawet nie wyobrażają sobie samodzielnego życia bez niego. W kanałach żyją jednak buntownicy, wyznający zasadę volenti non fit iniuria i oskarżający Cocteau o chciwość, kłamstwo i nadużywanie władzy. Domagają się wolności słowa, prawa do niezdrowego trybu życia i szkodzenia samemu sobie, o ile nie szkodzi się innym jednostkom. Wszyscy muszą żyć jak chce Cocteau albo zejść do podziemi, jednak ci drudzy są przedstawiani posłusznym obywatelom jako skrajni degeneraci.
Simon Phoenix został odmrożony, aby mógł argumentować za wcześniejszym zwolnieniem. Zdołał jednak uciec i zamordować kilku pracowników więzienia. Były to pierwsze od szesnastu lat zgony z przyczyn innych niż naturalne. Próby unieszkodliwienia go spełzły na niczym – duży oddział policji został pobity, bo jedyną podjętą przez niego akcją było oczekiwanie, że przeciwnik podda się dobrowolnie. Brutalne zachowanie przestępcy było dla nich nieopisanym szokiem kulturowym: Jesteśmy policjantami, nie przywykliśmy do przemocy. Uznano, że jedynym człowiekiem, który będzie w stanie go ująć, jest John Spartan. Do momentu podjęcia decyzji o jego odmrożeniu, Phoenix zdążył zabić jedenaście osób.

## Obsada
- detektyw sierżant John Spartan: Sylvester Stallone
- Simon Phoenix: Wesley Snipes
- porucznik Lenina Huxley: Sandra Bullock
- doktor Raymond Cocteau: Nigel Hawthorne
- oficer Alfredo Garcia: Benjamin Bratt
- Edgar Friendly: Denis Leary
- Erwin: Rob Schneider
- Wasteland Scrap: Jack Black
- Zachary Lamb (stary): Bill Cobbs
- George Earle: Bob Gunton
- wspólnik Bob: Glenn Shadix
- Boggle Guard: Trent Walker
- Tough Cop: Troy Evans
- Zachary Lamb (młody): Grand L. Bush
- pilot helikoptera: Pat Skipper
- kaptain Healy: Steve Kahan
- oficer T.F.R.: Paul Bollen
- Warden William Smithers (młody): Mark Colson
- Warden William Smithers (stary): Andre Gregory
- Cryocon Ally: Jesse Ventura